# Thạch dừa
Thạch dừa, tức nata de coco là một thức ăn xuất xứ từ Philippines, chế biến từ nước dừa sau quá trình lên men do tác động của vi khuẩn Acetobacter xylinum. Vì vậy tuy gọi là thạch nhưng thạch dừa không dùng rau câu để tạo độ dẻo.

## Hình dạng
Thạch dừa có hình dạng màu trắng gần như trong suốt. Khi pha thêm đường, thạch dừa có vị ngọt, được dùng như món tráng miệng hoặc trộn vào các thức uống, kem lạnh, chè, sữa chua và cả đồ chua. Thạch dừa còn được dùng thay thế bột năng giả trân châu và loại bỏ phần tinh bột.

## Dinh dưỡng
Thạch dừa được ưa chuộng vì có nhiều chất xơ, ít chất béo và cholesterol.

## Chế biến
Thạch dừa được chế tạo qua một số công đoạn:
1. Nấu: Dừa tươi khoét ra lấy nước cốt dừa, thêm ít đường và amoni sulfat rồi đem đun sôi, xong để nguội
2. Cấy: Cho thêm ít axít axetic để điều chỉnh pH rồi cấy vi khuẩn Acetobacter Xylinum vào dung dịch
3. Lên men: Ủ ở nhiệt độ buồng máy từ một đến hai tuần
4. Vớt thành phẩm: Lọc lấy phần cái, tức cellulose thành phẩm của phản ứng hóa học trên, cắt thành từng bánh lớn
5. Rửa: Ngâm nước lã cùng rửa bớt màng nhầy và axít axetic, phụ phẩm của sự lên men
6. Cắt nhỏ và đóng gói

## Liên kết
- Food Market Exchange: Nata de coco Product Information
- Case Study on Nata de coco Boom in the Philippines
- Bacteria may allow recreation of bones